# Stor-Skalltjärnen
Stor-Skalltjärnen är en sjö i Krokoms kommun i Jämtland och ingår i Indalsälvens huvudavrinningsområde. Sjön har en area på 0,0694 kvadratkilometer och ligger 766,4 meter över havet. Stor-Skalltjärnen ligger i Gråberget-Hotagsfjällen Natura 2000-område.

## Delavrinningsområde
Stor-Skalltjärnen ingår i det delavrinningsområde (711019-144677) som SMHI kallar för Mynnar i 711131-145036. Medelhöjden är 793 meter över havet och ytan är 2,26 kvadratkilometer. Det finns inga avrinningsområden uppströms utan avrinningsområdet är högsta punkten. Vattendraget som avvattnar avrinningsområdet har biflödesordning 4, vilket innebär att vattnet flödar genom totalt 4 vattendrag innan det når havet efter 291 kilometer. Avrinningsområdet består mestadels av skog (46 procent) och kalfjäll (51 procent). Avrinningsområdet har 0,07 kvadratkilometer vattenytor vilket ger det en sjöprocent på 3 procent.